# Stella Chiweshe
Stella Chiweshe, appelée également Stella Rambisai Chiweshe, Stella Rambisai Chiweshe Nekati, ou Stella Nekati Chiweshe, née le 8 juillet 1946 dans le village de Mujumi Village en Rhodésie du Sud et morte le 20 janvier 2023, est une musicienne zimbabwéenne. 
Elle est internationalement connue pour son chant et son jeu de la mbira, un instrument traditionnel du peuple Shona. Elle est l'une des rares femmes jouant de cet instrument, et a contribué à le faire connaître.

## Biographie
Stella Chiweshe Rambisai apprend à jouer le mbira, un piano à pouces de 22 lames, dans les années 1960, quand il a été interdit de jouer de cet instrument par le régime colonial et alors que les femmes n'en jouaient pas habituellement : « Dès que je l'ai entendu, le son de l'instrument ne m'a plus jamais quittée. Il fallait que j'en joue. Au début, je n'avais même pas le droit de me promener avec un mbira et il me fallait en emprunter pour faire ma musique. Lors des cérémonies, je devais m'asseoir du côté des hommes, ce qui contrevenait aux pratiques de l'époque. ». La technique lui est transmise par des membres de sa famille puis par d'autres maîtres. Elle est progressivement admise dans les cérémonies traditionnelles. Le premier single qu'elle enregistre, Kasahwa, devient disque d'or. En 1979, le Zimbabwe devient indépendant. De 1981 à 1985, elle devient membre de la Compagnie Nationale de Danse du Zimbabwe en tant que soliste mbira, chanteuse et danseuse. À partir de 1985, elle se lance dans une carrière solo. Elle multiplie les tournées, sur différents continents, Afrique, Europe, Asie, Amérique du Nord et Australie. Elle joue de nombreuses fois en Allemagne et participe également au festival WOMAD (notamment en 1994 aux États-Unis, en 1995 en Australie, et en 2006 en Espagne), enregistrant notamment sur le label allemand Piranha Muzik. Elle recourt à des instrumentations traditionnelles, et à d'autres faisant appel à des synthétiseurs et des guitares électriques,.
Elle est l'auteure d'une pièce de théâtre, Chiedza. Elle s'implique par ailleurs pour l'organisation non gouvernementale Mother Earth Trust. En 1989, elle a joué également dans I Am the Future, un film du cinéaste Godwin Mawuru, sur une jeune femme qui se rend à la grande ville pour échapper à la guerre d'indépendance dans les zones rurales.
Elle meurt le 20 janvier 2023 à son domicile dans la banlieue de Harare, à l'âge de 76 ans.

## Discographie

### Principaux albums
- Ambuya? (Shanachie Records, 1987)
- Kumusha (1992)
- Kumusha Vol.1 (1995)
- Shungu (1997)
- Healing Tree: Best of Stella Chiweshe (1998)
- Kumusha Vol.2 ~ Stella Chiweshe (1999)
- Shungu Vol.4 (2000)
- Talking Mbira: Spirits of Liberation (2002)
- Double Check (2006)
- Ndondopetera (2007)
- Chakandiwana" - Stella Chiweshe & Michele Longo" (2014)

### Contribution
- The Rough Guide to the Music of Zimbabwe (World Music Network, 1996)